# 5 карбованців «Червона книга (Рибний пугач)»
Червона книга (Рибний пугач) (рос. Красная книга (Рыбный филин)) — ювілейна монета СРСР вартістю 5 карбованців, випущена 10 жовтня 1991 року. Червона книга — найбільш всеосяжний збірник відомостей про охоронний статус рослин та тварин в усьому світі. Видається Міжнародним Союзом Охорони Природи (МСОП) з 1963 року. Червоний список опікується флорою та фауною всього світу.

## Оформлення реверса
На реверсі був зображений рибний пугач (лат. Bubo blakistoni) — вид, що знаходиться на межі зникнення. Видова латинська назва дана на честь англійського дослідника і натураліста Томаса Блакістона (1832–1891). Це мешканець лісів Маньчжурії, Приамур'я і Примор'я, Японії. Розміри рибного пугача великі: загальна довжина близько 70 см, довжина крила 51-56 см, вага самки перевищує 4 кг. Селиться в лісах, в дуплах дерев, поблизу річок. Харчується в основному рибою. Зазвичай вихоплює здобич кігтями з води, пікіруючи на неї, але іноді стоїть на мілководді або бродить по перекатах. Рибні пугачі активні не тільки в сутінках, але й вдень.

## Історія
У 1991 році вийшли перші колекційні монети із серії «Червона книга СРСР» із зображенням занесених в цю книгу тварин: гвинторогого козла (мархур) і рибного пугача. Відмінність їх від інших мідно-нікелевих монет в тому, що вони карбовані з біметалу: зовнішня частина монети з мідно-нікелевого сплаву білого кольору, а внутрішня — з мідно-нікелевого сплаву жовтого кольору. Випуск монет такого роду переслідує мету привернути увагу до проблеми захисту тварин. Після розпаду СРСР випуск монет цієї серії було продовжено Держбанком Росії. 
Монета карбувалася на Ленінградському монетному дворі (ЛМД).

## Опис та характеристики монети
| Номінал крб. | Метал                | Маса грам | Діаметр мм. | Товщина мм. | Гурт                                | Тираж штук    |
| ------------ | -------------------- | --------- | ----------- | ----------- | ----------------------------------- | ------------- |
| 5            | Біметал: Cu-Zn Cu-Ni | 6,25      | 25          | 1,95        | переривчасте рифлення з кроком 3 мм | 550.000 (анц) |

### Аверс
Зверху уздовж краю монети слова «ГОСУДАРСТВЕННЫЙ БАНК СССР», знизу рік карбування «1991», в середині номінал «5», ліворуч — лаврова гілка, праворуч — дубова гілка, нижче слово «РУБЛЕЙ», нижче монограма монетного двору «ЛМД».

### Реверс
В центрі диска — рибний пугач на тлі водяних заростей, по колу написи: вгорі — «КРАСНАЯ КНИГА СССР», знизу — «РЫБНЫЙ ФИЛИН», розділені двома крапками.

### Гурт
Переривчасте рифлення з кроком 3 мм, складається з 12 ділянок по 10 рисок в кожному.

## Автори
- Художник: М. А. Сиса, О. В. Бакланов
- Скульптор: О. В. Бакланов